# Séfora Vargas
Séfora Vargas Martín  (Sevilla, 17 de marzo de 1980) es una activista española de etnia gitana que ha destacado por la lucha en favor de los derechos del pueblo gitano, especialmente de las mujeres. Mediadora cultural, fundadora y presidenta de la organización APROIDEG,  es la primera mujer de etnia gitana que estudio la carrera de Derecho.
En 2025 recibe la Medalla de la Ciudad del Ayuntamiento de Sevilla como reconocimiento a su labor solidaria y lucha por la igualdad.

## Biografía

### Infancia y juventud
Nacida en la capital hispalense en el seno de una familia trabajadora dedicada a la venta ambulante. Es la mayor de los cuatro hijos del matrimonio formado por José Manuel Vargas Vargas y Rosario Martín Cortés, personas de gran raigambre romaní. 
La rama familiar de su madre se dedicó durante mucho tiempo a la ganadería. Su bisabuelo José Cortés Saavedra, oriundo de Fregenal de la Sierra (Badajoz), gozaba de una posición social muy distinguida y su abuela Remedios Cortés Bermúdez recibía clases particulares en su casa, mientras que la del padre está más ligada al mundo artístico: los Vargas Fernández, con Esperanza Fernández, Juan Peña el Lebrijano y Gaspar de Utrera, entre otros. Su abuelo paterno Diego Vargas Torres fue uno de los primeros gitanos militares y su otra abuela, Concha Vargas, escritora de Lebrija (Sevilla). Su bisabuelo llegó a ser Jefe de Policía cuando aún no existía la diferencia entre los distintos Cuerpos y Fuerzas de Seguridad del Estado. Su madre, Rosario, siempre soñó con estudiar pero tuvo que cuidar de sus cinco hermanos con tan solo nueve años y fue Séfora de entre todos sus hijos, la que supo aprovechar esta oportunidad.
Creció en el contexto de la cultura gitana y antes de cumplir cuatro años aprendió a leer y a escribir. Cuando tuvo la edad reglamentaria ingresó en la escuela pública de su barrio en donde cursó los estudios primarios. La escolarización le permitió en aquellos años el conocimiento y la integración total con otros niños de la ciudad, entre los cuales era una más. Siendo ya adolescente, sus resultados académicos le hicieron merecedora de una beca de estudios para Inglaterra, sin embargo, tuvo que renunciar a la misma por no estar permitido en las costumbres de su etnia que una mujer viajase sola, máxime para vivir una temporada en otro país. Por esta razón sus padres no le dieron el permiso necesario y Séfora tuvo que ceder y desistir en su deseo de continuar sus estudios en lengua inglesa.

### Carrera
Una vez finalizado el Bachillerato comenzó la carrera de Derecho en la Universidad de Sevilla. No obstante, cuando estaba a punto de finalizarla, tan solo a falta de cursar unas pocas asignaturas, tuvo que abandonar los estudios como consecuencia de una serie de problemas familiares. Regresó de nuevo a la venta ambulante en mercadillos y fue precisamente en uno de estos, tras un encuentro providencial con un antiguo profesor y un cambio en sus circunstancias personales, cuando decidió retomar los estudios para obtener la ansiada Licenciatura en Derecho. Sin embargo, durante los años que estuvo alejada de las aulas, habían cambiado los planes de estudios de las carreras universitarias y las asignaturas que había cursado no tenían correspondencia con las nuevas. Esto supuso un gran obstáculo, ya que fueron muy  pocas las materias que podía convalidar y tuvo que hacer la carrera de nuevo, prácticamente, desde el principio.
Durante su etapa universitaria, Séfora Vargas, siguió incansable su lucha a favor de los derechos del pueblo gitano  promoviendo agrupaciones, comités, asociaciones y varios tipos de actividades que velaran por la equidad y los intereses de este colectivo. Como resultado de esto, muchas personas ejercieron sus derechos fundamentales, especialmente grupos de mujeres gitanas que, siguiendo la senda que Séfora había iniciado, se animaron a continuar estudios posobligatorios como medio para alcanzar una plena inserción social.
Paralelamente fue completando su formación realizando numerosos cursos de especialización en  Derechos Humanos y la Convención Internacional sobre la Eliminación de todas las Formas de Discriminación Racial, Ordenamiento Jurídico de la Unión Europea y Políticas de Inclusión de Minorías Étnicas, entre otros.

## Trayectoria profesional
Séfora Vargas, ha destacado por su lucha para la integración del colectivo gitano en la sociedad y, especialmente, por la reivindicación de los derechos de las mujeres gitanas sin menoscabo del respeto a la cultura y a las tradiciones de este pueblo:

«Soy el resultado de muchas mujeres gitanas que durante siglos sus voces no pudieron ser oídas porque, al igual que el resto de mujeres, la desigualdad y el ostracismo relegado al ámbito doméstico, era lo moralmente aceptable. Mis sueños son los sueños rotos reconstruidos de mis antepasados y mis logros, que aún me quedan tantos por conseguir, serán siempre un humilde homenaje a todas esas mujeres gitanas y no gitanas que nunca fueron dueñas de sus vidas y se vieron obligadas a acatar los roles y valores sociales impuestos y respaldados por la propia ley, la política, la sociedad y la cultura de cada etapa histórica».

Durante varios años ha sido la coordinadora de los cursos de Formación Profesional de Unión Romaní Andalucía, así como la responsable del área de empleo de esta organización a la que también ha representado en la Comisión Mixta del Consejo Audiovisual de Andalucía.
Está reconocida a nivel nacional por haber defendido de manera altruista los legítimos derechos de los vendedores ambulantes en dos macro-causas en las que acompañó y defendió jurídicamente a 400 y 600 vendedores de mercadillos de Huelva y Sevilla respectivamente, contra la Administración.

## Compromiso social
Séfora Vargas ha liderado junto a otras personas y al igual que hicieran también otras mujeres de etnia gitana, como Delia Grigore, Dijana Pavlovic o Sara Giménez, algunas de las asociaciones precursoras y más influyentes a nivel europeo. Fue una de las co-fundadoras y también vicepresidenta de AMURADI, una asociación de mujeres gitanas universitarias creada en Andalucía  que es, asimismo, la más antigua de Europa, con el objetivo de mejorar el desarrollo de las competencias de la infancia y juventud en situación de exclusión social, así como de sus padres y madres.
Ha sido Miembro del Consejo Municipal de la Mujer del Ayuntamiento de Sevilla durante el periodo 2013-2017,  Cooperante del Proyecto Europeo HEIM (Higher Education Internationalisation and Mobility. Inclusion, Equalities and Innovations) 2015-2017, Tesorera de la Federación de Asociaciones de Mujeres Gitanas (FAKALI). Asimismo ha colaborado con la Fundación Secretariado Gitano,  el Instituto de la Mujer y la Consejería de Igualdad, Políticas Sociales y Conciliación de la Junta de Andalucía, entre otras entidades. 

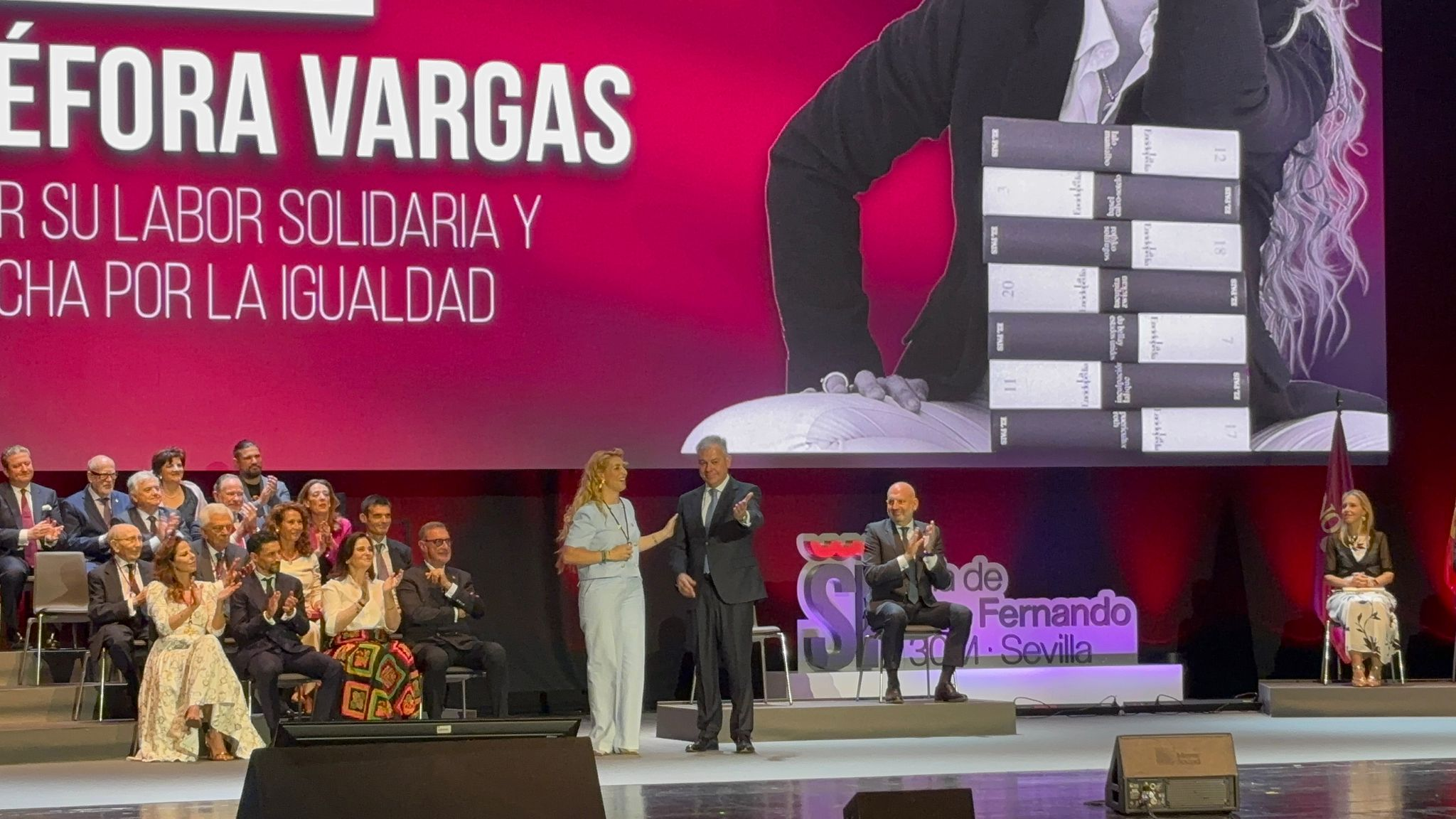
Séfora Vargas,, Medalla de la Ciudad de Sevilla 2025

En 2012 fundó  APROIDEG, asociación sin ánimo de lucro para el progreso integral y el desarrollo del pueblo gitano,  dedicada también a la defensa de los derechos fundamentales de las personas que trabajan en el comercio ambulante. Como reconocimiento al trabajo realizado en beneficio de la cultura gitana en el mundo ha recibido numerosos galardones y distinciones.
Su talante conciliador, unido a su carismática personalidad y a su formación, ha hecho que con frecuencia sea requerida por diversos medios de comunicación para intervenir en documentales y programas educativos o culturales. Asimismo, imparte conferencias en universidades como la Universidad Internacional Menéndez Pelayo, con la que colabora desde el año 2013 y desempeña el papel de mediadora cultural en diversas escuelas y otros centros de enseñanza.

## Obras
- Historia del Pueblo Gitano para dummies. La supervivencia de unos héroes silenciados (2023). ISBN 979-8869581471
- El precio de la libertad: Lo que les costó a algunas mujeres gitanas ser libres (2021). ISBN 979-8538631872

## Reconocimientos
- Medalla de la Ciudad de Sevilla 2025.
- IX Premios Gitanos Andaluces: 'Premio a toda una Trayectoria'. Ayuntamiento de Mijas (Málaga), 2019.
- Premio 'Voces Solidarias' de la Facultad de Comunicación de la Universidad de Sevilla, 2012.
- Representante de España en el Fórum de Juventudes Gitanas Europeas (FERYP), Macedonia, 2008.
- Madrina  de la Exposición de pintura y arte flamenco “El Beso Gitano”.  (Casa de la Provincia de Sevilla, abril de 2013).
- Vicepresidenta y cofundadora de la Asociación de Mujeres Universitarias Gitanas (AMURADI) 2000-2007. Asociación premiada con la distinción  'Mejor Iniciativa Universitaria'.
- Miembro del Jurado ‘XV Premio Andaluz Gitano 2016’ a la Promoción Social y Cultural de la Comunidad Gitana, de la Junta de Andalucía.[13]